# Palais du Scibene
Le palais du Scibene, ou Uscibene est un palais normand de Palerme.

## Histoire
Situé dans le faubourg d'Altarello di Baida, à l'ouest de Palerme, ce palais aurait été construit sous Roger II (1130-1154), d'après le style d'une partie de l'architecture, mais peut-être aussi sous les règnes des deux Guillaume (1154-1189).
Il appartenait aux Sollazzi Regi (it), lieux de repos et de plaisir des rois normands et de la cour, entourés de jardins luxuriants.
Faute de sources précises, certains l'identifient au Castello Minenium ou Menani, solatium de Roger II, d'autres, comme Nino Basile, le rapprochent au castello di Mimnervio, forteresse et résidence des archevêques de Palerme situé dans le vaste parc Genoardo tel que décrit par Hugues Falcand. 
Il est cédé par Guillaume II en 1177 aux archevêques qui l'occupent comme maison de campagne jusqu'au XVe siècle. Il échoit vers 1500 aux Paruta, barons de la Scala, puis à Francesco Alliata di Villafranca, en 1606, aux princes de Paceto en 1665 et aux Jésuites entre 1681 et 1767. Il est, depuis son achat aux enchères en 1786, détenu par la famille Di Cara.

## Architecture
Le niveau inférieur présente un iwan central carré, couvert de voûtes croisées. Des muqarnas ornent les niches latérales. Le niveau supérieur, accessible par deux escaliers latéraux, accueille les vestiges de la chapelle couvert d'un toit en bois et avec des murs d'enceinte ornés d'arcs aveugles.
Il est largement détérioré par le temps et non ouvert au public.